# Handen under Mona Lisas kjol (PT:1)
Handen Under Mona Lisas Kjol (PT:1) är en EP av artisten Yasin. Det är Yasins debut-EP. EP:n släpptes den 25 december 2019 via hans eget självständiga skivbolag MadeNiggaMusic. Den innehåller sex låtar, med rapparen Dree Low som gästar på låten XO. Låtarna är producerade av Young AK och Datboiyony. EP:n utgör den första delen av Yasins kommande album.

## Låtar på albumet
| Nr | Titel                      | Längd | Notering |
| -- | -------------------------- | ----- | -------- |
| 1. | John Snow                  | 2:00  |          |
| 2. | Not For Sale               | 2:07  |          |
| 3. | PT:1                       | 2:45  |          |
| 4. | WLIT                       | 3:39  |          |
| 5. | XO (med Dree Low)          | 2:52  |          |
| 6. | DSGIS (Det som göms i snö) | 2:24  |          |